# COVAX
COVAX (COVID-19 Vaccines Global Access) er en international alliance dannet tidligt i coronaviruspandemien 2020 af Verdenssundhedsorganisationen (WHO) under Global Alliance for Vaccines and Immunization (GAVI).

I samarbejde med Coalition for Epidemic Preparedness Innovations (CEPI) vil alliancen etablere en hurtig og bred fordeling blandt fremtidige COVID-19-vacciner blandt alle lande med behov. CEPI understøtter en række vacciner, som alle i denne alliance kan modtage hvis vaccinerne lykkes. Alliancen sigter mod at mellem- og lavindkomstlande har god adgang til vacciner.